# Конечны, Микулаш
Микулаш Конечны (чеш. Mikuláš Konečný; род. 2 июня 2006 года) — чешский футболист, защитник пражской «Славии».

## Клубная карьера
Микулаш начинал карьеру в клубе «Хайе», откуда в 2018 году он перебрался в систему пражской «Славии». Он дебютировал во взрослом футболе 15 июня 2022 года, отыграв 23 минуты в первом матче плей-офф Третьей лиги Чехии против клуба «Запы». 3 марта 2024 года защитник забил первый гол в карьере, поразив ворота «Адмиры» в матче Богемской лиги. Накануне сезона 2024/25 Микулаш продлил контракт с клубом на 4 сезона.
10 ноября 2024 года Микулаш впервые сыграл за «Славию» в чемпионате Чехии, заменив Иго Огбу на 82-й минуте встречи с «Карвиной».

## Международная карьера
Микулаш представляет Чехию на юношеском уровне. В 2020 году он сыграл 3 игры за юношескую сборную до 15 лет. В следующем году защитник провёл то же число встреч за национальную команду до 16 лет. В 2022—2023 годах Микулаш защищал цвета юношеской сборной Чехии (до 17 лет), приняв участие в 10 международных матчах и забив в них 1 гол. С 2024 года защитник выступает за юношескую сборную до 19 лет, на его счету 6 сыгранных встреч.

## Достижения
«Славия B»
- Победитель Богемской футбольной лиги (2): 2021/22, 2023/24